# Háromnégyzetszám-tétel
A háromnégyzetszám-tétel azt állítja, hogy egy n pozitív egész akkor és csak akkor nem áll elő három négyzetszám összegeként, ha {\displaystyle n=4^{k}(8m+7)} alakú.
A tételre Legendre egy nem teljes bizonyítást adott 1798-ban. Az első teljes bizonyítást Gauss írta le Disquisitiones Arithmeticae című 1801-ben megjelent könyvében.

## A tétel alkalmazása
A tételből levezethető, hogy minden természetes szám három háromszögszám összege, ahol háromszögszámoknak a 0, 1, 3, 6, 10,…, tehát az {\displaystyle n(n+1)/2} alakú számokat nevezzük. Valóban, az
egyenlőség 8-cal való szorzással és mindkét oldalhoz 3 hozzáadásával átalakítható a következővé:
Fenti tételünkből adódik, hogy minden {\displaystyle 8n+3} alakú szám három négyzetszám összege, azt kell belátnunk, hogy az összeadandók ekkor szükségképpen páratlanok. Mivel páros szám négyzete 8-cal osztva 0 vagy 4 maradékot ad, páratlané pedig 1-et, a 8-cal vett 3-as maradékot csak úgy kaphatjuk meg, ha minden összeadandó páratlan.

## A tétel bizonyítása
Állítás: Az {\displaystyle n=4^{k}(8m+7)} alakú számok nem állnak elő három négyzetszám összegeként
A bizonyításhoz teljes indukciót használunk mégpedig k-ra. Először belátjuk hogy k=0 esetén nem állítható elő, azaz 8m+7 számok nem írhatók fel három négyzetszám összegeként. Egy négyzetszám nyolccal osztva maradékul nullát, egyet vagy négyet ad, ezek közül semelyik három összege nem ad hetet maradékul. Tegyük fel hogy k-ig igaz az állítás. Bizonyítsuk k-ra. Indirekt módon tegyük fel hogy létezik olyan {\displaystyle n=4^{k}(8m+7)} alakú szám ami előáll három négyzetszám összegeként, vagyis létezik x, y, z hogy: {\displaystyle 4^{k}(8m+7)=x^{2}+y^{2}+z^{2}}. {\displaystyle 4^{k}(8m+7)} osztható néggyel tehát {\displaystyle x^{2}+y^{2}+z^{2}} is, ami csak úgy lehet hogy x, y, z mindegyike páros. De ekkor az egyenlet mindkét oldalát néggyel osztva kapjuk hogy: {\displaystyle 4^{k-1}(8m+7)=\left({\frac {x}{2}}\right)^{2}+\left({\frac {y}{2}}\right)^{2}+\left({\frac {z}{2}}\right)^{2}}, de ez ellentmond az indukciós feltétellel mivel {\displaystyle \left({\frac {x}{2}}\right),\left({\frac {y}{2}}\right),\left({\frac {z}{2}}\right)} pozitív egészek.
A másik irány bizonyítása jóval nehezebb.